# Přibyslav von Křižanov
Přibyslav von Křižanov (auch Pribyslaw von Krzizanau; tschechisch Přibyslav z Křižanova; † 16. Januar 1251) war ein mährischer Adliger. Ab 1238 war er Kastellan der Burg Veveří, ab 1239 Burggraf von Brünn. Sein Prädikat „von Křižanov“ leitet sich von dem gleichnamigen Ort Křižanov ab, der von ihm gegründet wurde.

## Leben
Přibyslav von Křižanov war vermutlich ein Sohn oder Neffe des Zbyslav von Bratschitz, der für das Jahr 1213 als Mitkastellan von Glatz belegt ist. Um 1220 vermählte sich Přibyslav mit der noch jungen Witwe Sibylle, deren verstorbener Ehemann der Adlige Bohuš gewesen war. Sie stammte aus Sizilien, dessen Könige seit 1194 dem schwäbischen Adelsgeschlecht der Staufer entstammten und kam vermutlich im Gefolge der zukünftigen böhmischen Königin Kunigunde von Schwaben an den Prager Hof.
Přibyslav bekleidete vermutlich ein königliches Amt und kam vor 1234 nach Mähren. Dort und auf der Böhmisch-mährischen Höhe erhielt er vom König Wenzel I. umfangreiche Ländereien, die kaum besiedelt waren und von ihm kolonisiert werden sollten. Für das Jahr 1234 ist er als Besitzer von Obřany und Maloměřice (Malmeritz) belegt. In den Jahren danach gründete er Křižanov, das er zu seinen Sitz wählte und nach dem er das Prädikat „von Křižanov“ benutzte. Dort errichtete er die der hl. Maria (später der hl. Barbara) geweihte romanische Kapelle, die vermutlich an der Stelle vor dem heutigen Schloss lag. Zudem begann er mit dem Bau der St.-Wenzels-Kirche, die jedoch vermutlich erst durch seinen Enkel, den mährischen Unterkämmerer Gerhard von Zbraslav und Obřany († 1291) vollendet werden konnte.
1238 wurde Přibyslav von König Wenzel I. zum Kastellan der Burg Veveří ernannt, und bereits ein Jahr später ist er als Burggraf von Brünn belegt, als er sich selbst auf einer seiner Schenkungsurkunden für das Heilig-Geist-Spital in Alt Brünn als Brünner Burggraf bezeichnete. Ebenfalls als Burggraf bzw. Gaugraf von Brünn bezeugte er 1240 ein königliches Privileg für das Kloster Obrowitz (Zábrdovice).
Přibyslav und seine Frau Sybille unterstützten kirchliche Einrichtungen und Klöster. Nach seinem Tod wurde er in der von ihm mitbegründeten Minoritenkirche in Brünn beigesetzt. Da er keine männlichen Nachkommen hinterließ, wurde die von ihm zu Lebzeiten geplante Gründung des Klosters Žďár von seinem Schwiegersohn Boček von Jaroslavice und Zbraslav realisiert. Přibyslavs Witwe Sybille heiratete in dritter Ehe Heinrich von Zittau (Jindřich ze Žitavy). Er war der Stammvater der Lichtenburger und starb 1254. Dessen Sohn Smil von Lichtenburg († 1269) war mit Přibyslavs Tochter Elisabeth/Alžběta verheiratet. Witwe Sybille starb 1262 in Saar und wurde im dortigen Kloster beigesetzt.

## Familie
Der Ehe von Přibyslav und Sybille entstammten die Kinder
1. Zdislava († 1252), die 1995 heiliggesprochen wurde. Sie war mit Gallus von Lemberg (Havel z Lemberka; † 1253) verheiratet.
2. Euphemia/Ofka († 1279), verheiratet mit Boček von Jaroslavice und Zbraslav
3. Elisabeth/Alžběta/Eliška († 1296), verheiratet mit Smil von Lichtenburg († 1269)
4. Libuše, starb im Kindesalter
5. Peter, starb im Kindesalter